# Malé Solisko
Malé Solisko (polsky Małe Solisko, německy Kleiner Solisko, dříve Matrinturm, maďarsky Kis Szoliszkó, dříve Martintorony) je jeden z nejvýraznějších štítů Soliskového hrebene a na jihovýchodě od Soliskovej štrbiny jeho nejvyšší elevace. Leží mezi Soliskovou štrbinou (Prednou Soliskovou věží) a Vysokou lávkou (Furkotským Soliskem) ve Vysokých Tatrách. Z pohledu od jihovýchodu po levé straně je Furkotská dolina a po pravé Mlynická dolina.

## Název
Původně se tak jmenovalo jedno místo na úpatí štítu, kde pastýři ukládali sůl pro ovce nebo krávy. Kartografové pravděpodobně neznajíce místní reálie pojmenovali nejprve celý jihovýchodní hřeben Furkotského štítu (Solisko, Solnisko, hřeben Soliska, Soliskový hřeben, Gran Soliska, Soliskograt, Szoliszkógerinc) a potom s přívlastky i vyvýšeniny a deprese hřebene. Donedávna průvodcovská literatura popisovala Malé Solisko jako objekt s dvěma vrcholky. Pro jihovýchodní vrchol se v uplynulém čase ujalo jméno Furkotské Solisko, které se v polské literatuře objevuje sporadicky od roku 1934. Dne 18. září 1907 Dr. Alfred Martin vystoupil od jihovýchodu sólo prvovýstup. Byl to tehdy na tu dobu pozoruhodný výkon a tak Uherský karpatský spolek pokřtil vrchol Martinovou věží. Název se neujal.

## Prvovýstup
- V létě: Günther Oskar Dyhrenfurth a Hermann Rumpelt 3. června 1906
- V zimě: Julius Andreas Hefty a Lajos Rokfalusy 25. března 1913[1]

## Turistika
Na vrchol nevede turistická stezka. Výstup je možný jen s horským vůdcem nebo různými cestami mohou na vrchol vystoupit horolezci.